# 朝日 (新潟市)
朝日（あさひ）は、新潟県新潟市秋葉区の町字。郵便番号は956-0835。

## 概要
1889年（明治22年）から現在の大字。能代川上流左岸、新津丘陵西南に位置する。
もとは江戸時代から1889年（明治22年）まであった朝日村の区域の一部で、地名は、区域内の式内社とされる旦飯野神社（あさひのじんじゃ）の社名が転化したものとされる。

### 隣接する町字
北から東回り順に、以下の町字と隣接する。
- 東島
- 小口
- 五泉市下条
- 山崎
- 小熊
- 丸田
- 金津
- 塩谷
- 割町
- 古津
- 西古津
- 西島

## 歴史
開発年代は不明。始めは新発田藩領、1600年（慶長5年）に沢海藩領、1687年（貞享4年）に幕府領、1707年（宝永4年）からは旗本小浜氏知行となる。

### 年表
- 1889年（明治22年）4月1日 : 合併により津島村の大字となる。
- 1901年（明治34年）11月1日 : 合併により金津の大字となる。
- 1951年（昭和26年）1月1日 : 新津町が市制を施行し、新津市の大字となる。
- 2005年（平成17年）3月21日 : 合併により新潟市の大字となる。
- 2007年（平成19年）4月1日 : 新潟市の政令指定都市移行により、秋葉区の大字となる。

## 世帯数と人口
2018年（平成30年）1月31日現在の世帯数と人口は以下の通りである。
| 大字 | 世帯数  | 人口    |
| ---- | ------- | ------- |
| 朝日 | 513世帯 | 1,251人 |

## 小・中学校の学区
市立小・中学校に通う場合、学区は以下の通りとなる。
| 番地 | 小学校             | 中学校             |
| ---- | ------------------ | ------------------ |
| 全域 | 新潟市立金津小学校 | 新潟市立金津中学校 |

## 交通

### 鉄道
東日本旅客鉄道在来線
- 古津駅
  - ■信越本線

### 道路
県道
- 新潟県道320号新津小須戸線
- 新潟県道167号古津停車場線

### バス
新潟交通観光バス路線バス
- 朝日停留所 - 朝日橋停留所 - 朝日観音入口停留所
  - 新津駅～朝日～金津線